# Gonatocerus narayani
Gonatocerus narayani är en stekelart som först beskrevs av Subba Rao och Kaur 1959.  Gonatocerus narayani ingår i släktet Gonatocerus och familjen dvärgsteklar. Inga underarter finns listade i Catalogue of Life.